# Mark Iossifowitsch Grajew
Mark Iossifowitsch Grajew (russisch Марк Иосифович Граев, englische Transkription Mark Iosifovich Graev; * 21. November 1922 in Moskau; † April 2017) war ein russischer Mathematiker.

## Leben
Grajew wurde 1947 an der Lomonossow-Universität bei Alexander Kurosch promoviert (Freie topologische Gruppen) Er war Professor am Institut für Systemanalyse der Russischen Akademie der Wissenschaften und am Keldysch Institut für Angewandte Mathematik der Russischen Akademie der Wissenschaften.
Er gehörte in Moskau zum Kreis von Israel Gelfand, mit dem er mehrere Bücher schrieb, unter anderem war er Ko-Autor der Bände 5 und 6 in der Monographienreihe Verallgemeinerte Funktionen von Gelfand über Darstellungstheorie und Integralgeometrie. 1966 war er Invited Speaker auf dem Internationalen Mathematikerkongress in Moskau (Theorie der Darstellung von Gruppen, mit Alexander Kirillov).